# 21 Dywizja Strzelców Spadochronowych (III Rzesza)
21 Dywizja Strzelców Spadochronowych (niem. 21. Fallschirm-Jäger-Division) – jedna z niemieckich dywizji strzelców spadochronowych. Rozkaz utworzenia został wydany w kwietniu 1945 roku w północnej Holandii (miała to być dywizja szkoleniowa) jednak do końca wojny sformowano tylko część oddziałów. Dowódcą miał być pułkownik Walter Gericke. Planowany skład to 3 pułki strzelców spadochronowych (61., 62., 63.) oraz jednostki dywizyjne oznaczone numerem 21.